# Hugh Southern Stephenson
Sir Hugh Southern Stephenson KCMG, KCVO, OBE (* 29. November 1906; † 23. September 1972) war ein britischer Botschafter.

## Leben
Hugh Stephenson wurde 1931 Beamter der Kolonialverwaltung in Britisch-Indien und heiratete 1936 Patricia Elizabeth Mills, sie hatten drei Söhne. Nach der Teilung Indiens wurde er bis 1950 in Pakistan, von 1952 bis 1954 in Kairo beschäftigt.
Von 1955 bis 1957 war er Botschafter in Saigon.
Von 14. Oktober 1957 bis 7. Januar 1960 war er Generalkonsul in New York City um anschließend bis 1960 in Akrotiri und Dekelia stationiert zu sein. Zur Kubakrise im Oktober 1962 saß Hugh Stephenson dem Joint Intelligence Committee (United Kingdom), vor. Im Juni 1963 wurde er in den Order of the British Empire aufgenommen und als Hochkommissar nach Südafrika gesandt.